# دختر مدرن

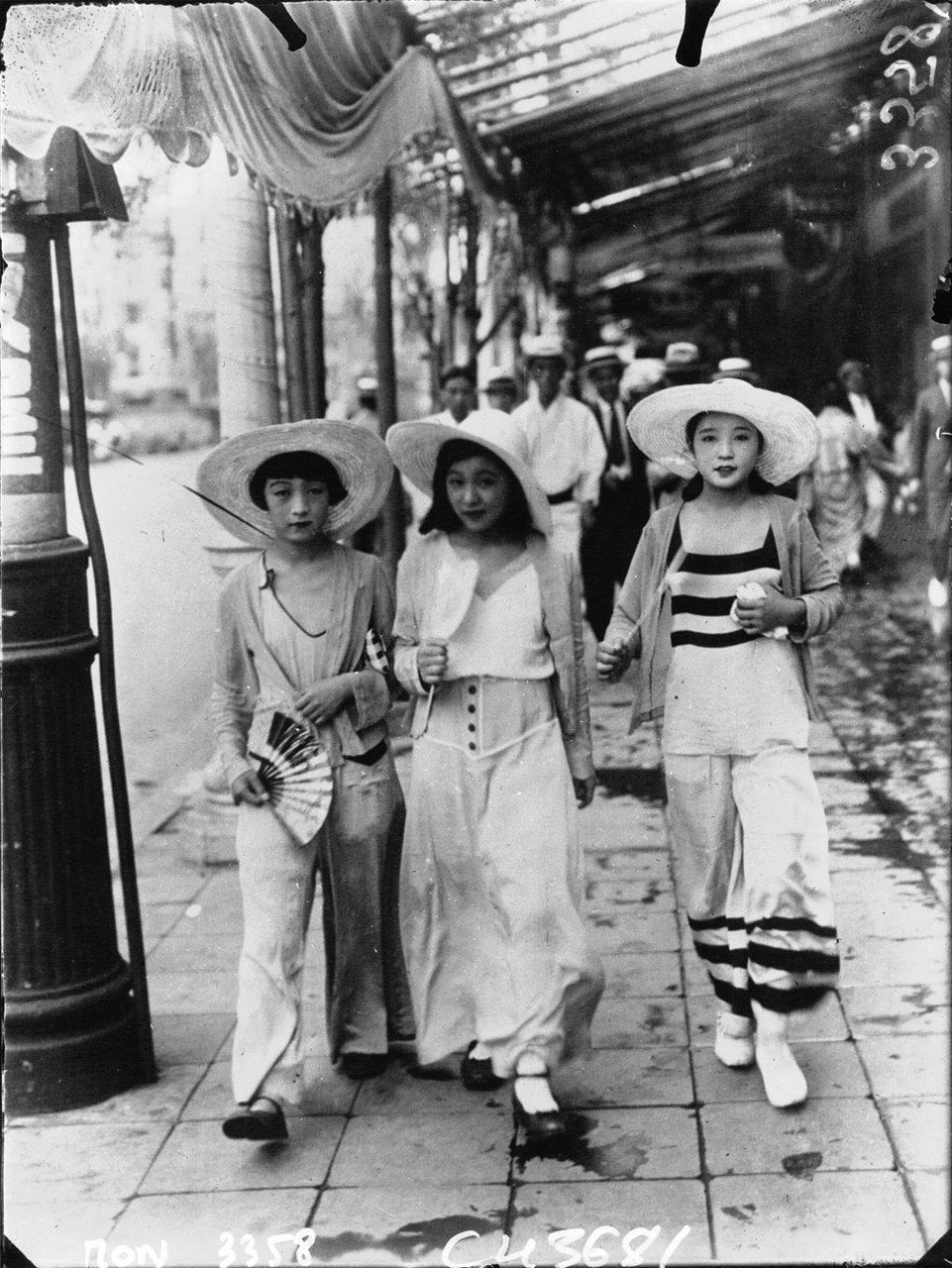
دختران مدرنی که «سبک لباس خواب ساحلی» را می‌پوشند و در سال ۱۹۲۸ از گینزا پایین می‌آیند

دختر مدرن (به ژاپنی: モダンガール,, modan gāru) (همچنین موگا عنوان کوتاه شده آن است) زنان ژاپنی بودند که در دوره پس از جنگ جهانی اول از مدهای غربی و سبک زندگی پیروی می‌کردند.